# Aeshna walkeri
Aeshna walkeri là loài chuồn chuồn trong họ Aeshnidae. Loài này được Kennedy mô tả khoa học đầu tiên năm 1917.